# Jalmotdoen mannam
Jalmotdoen mannam (잘못된 만남?), noto anche con il titolo internazionale Are You Crazy, è un film del 2008 co-scritto e diretto da Jung Young-bae.

## Trama
Fin dai tempi delle medie Il-do aveva dovuto subire da Ho-chul ogni tipo di vessazioni; d'altro canto, Il-do era riuscito a conquistare il cuore della ragazza di cui Ho-chul si era innamorato. Tra i due si viene così a creare un rapporto di amore e odio, che riesplode quando casualmente entrambi tornano nella propria città natale.

## Distribuzione
In Corea del Sud la pellicola ha goduto di una distribuzione a livello nazionale, a partire dal 10 luglio 2008.